# نورون ناهار فیضانسا
نورون ناهار فیزانسا (انگلیسی: Nurun Nahar Faizannesa; ۲۱ مهٔ ۱۹۳۲ – ۳۱ مارس ۲۰۰۴) استاد دانشگاه اهل بنگلادش بود.
وی همچنین برندهٔ جوایزی همچون برنامه فولبرایت شده‌است.